# 南湾乡
南湾乡，是中华人民共和国湖南省衡陽市衡东县下辖的一个乡镇级行政单位。

## 行政区划
南湾乡下辖以下地区：
新南村、合江村、松源村、东江村、塘下村、桃源村、江东村、茶旺村和塘江村。